# David Skea
Pour les articles homonymes, voir Skea.
David Frederick Skea (né en février 1871 à Arbroath en Écosse et mort en 1950) est un joueur de football écossais qui évoluait au poste d'attaquant.

## Palmarès
| Aston Villa - Coupe d'Angleterre : - Finaliste : 1891-92. |  | Leicester Fosse - Championnat d'Angleterre D2 : - Meilleur buteur : 1894-95 (22 buts). |